# Brauerei Liesing

Brauerei Liesing – Breitenfurter Straße

Die Brauerei Liesing war eine Bierbrauerei im 23. Wiener Gemeindebezirk Liesing. Ab 2006 war ihr Areal ein städtebauliches Projektgebiet, die neue Bebauung wurde bis 2010 fertiggestellt.

## Lage
Das Areal der ehemaligen Liesinger Brauerei befindet sich auf der Breitenfurter Straße 372–380. In unmittelbarer Nähe befindet sich der Aquädukt Liesing der I. Wiener Hochquellenwasserleitung. Der historische Felsenkeller befand sich zwischen der Breitenfurter Straße und heutigen Rudolf-Waisenhorn-Gasse.

## Geschichte

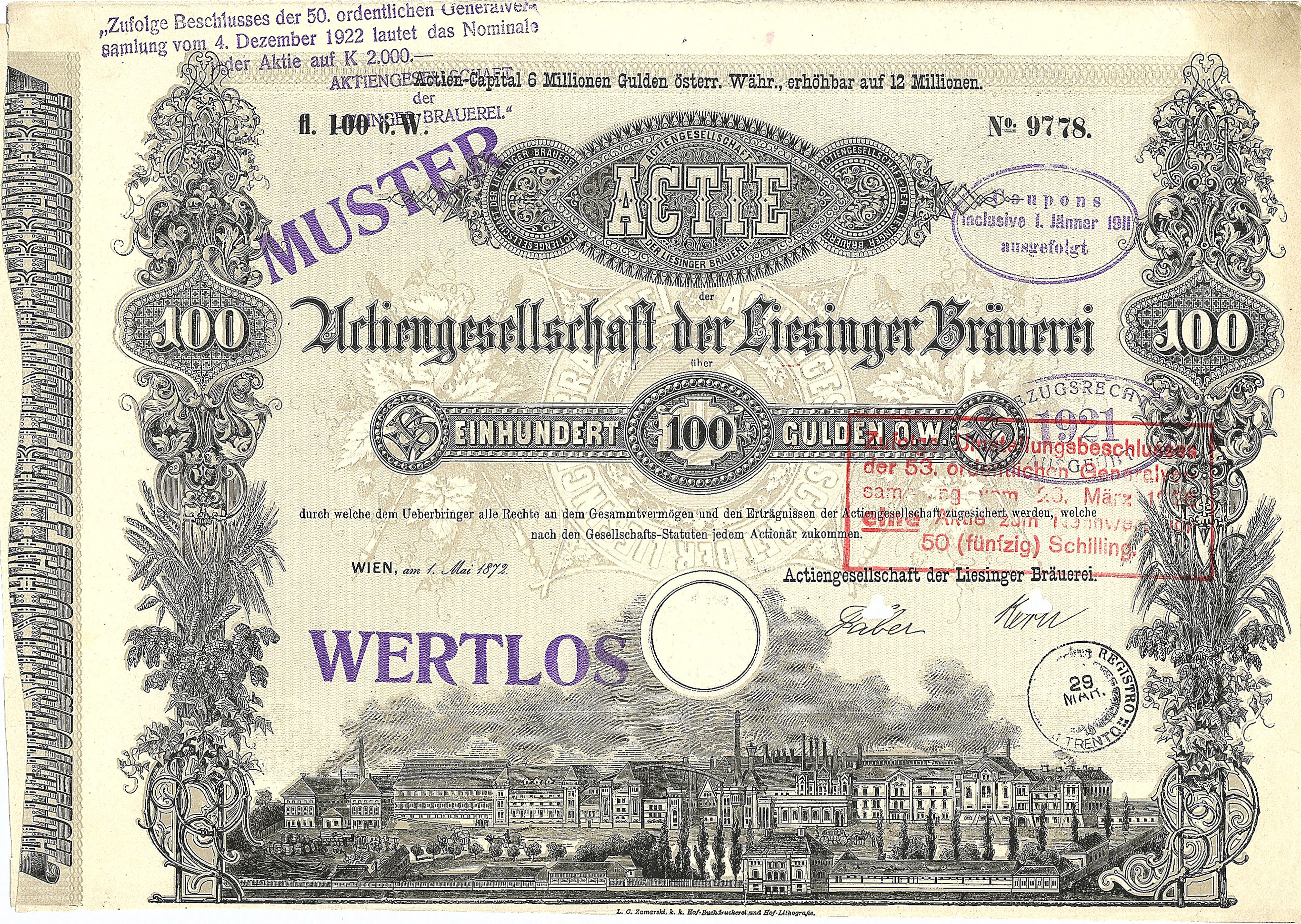
Gründeraktie der Actiengesellschaft der Liesinger Bräuerei über 100 Gulden, ausgegeben am 1. Mai 1872, unterschrieben von dem Großindustriellen Moritz Faber als General-Director

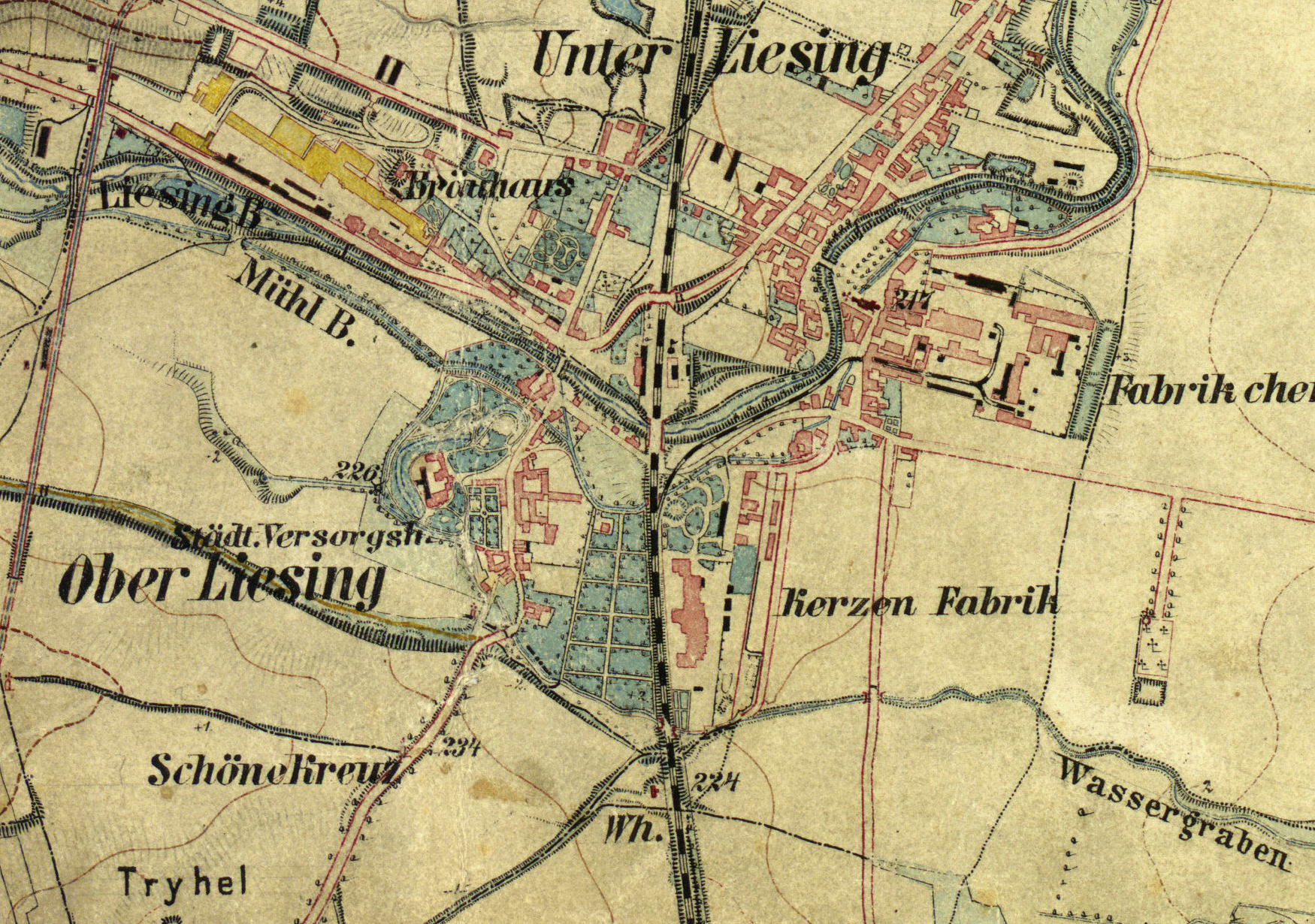
Das Bräuhaus in Liesing um das Jahr 1872 (links oben, Ausschnitt aus dem Aufnahmeblatt 1:25.000 der Landesaufnahme)

Logo „Liesinger Bier“

Die Brauerei Liesing wurde von Johann Georg Held (1796–1850) initiiert, der 1828 die Genehmigung zum Bau einer Brauerei erhielt. Bereits 1803 hatte seine Mutter den alten Felsenkeller unter dem „Steinmaßl“ erworben. Held errichtete die Brauerei bis 1838. Die Gebäude waren aus teilweise verputztem Ziegelmauerwerk und befanden sich beiderseits einer Werksstraße.
Ab 1839 wurde Bier in der Liesinger Brauerei gebraut und am 7. März erstmals ausgeschenkt. In den Folgejahren nahmen Bier und Ausschank als „Ober-Liesinger Felsenkeller-Bräu“ ihren Aufstieg. Auch aufgrund seiner günstigen Lage zur 1841 eröffneten Südbahnstrecke nahm das Unternehmen Helds einen großen Aufschwung.

In seinem Testament hatte Held verfügt, die florierende Brauerei nach seinem Tode einzustellen, das Brauhaus zu versteigern und all seinen Besitz zu verkaufen. Doch dazu kam es nicht: Helds Erben wurden von den Mitbesitzern Moritz Faber und Theodor Löwenthal ausbezahlt, welche die Brauerei Liesing fortführten und vergrößerten.

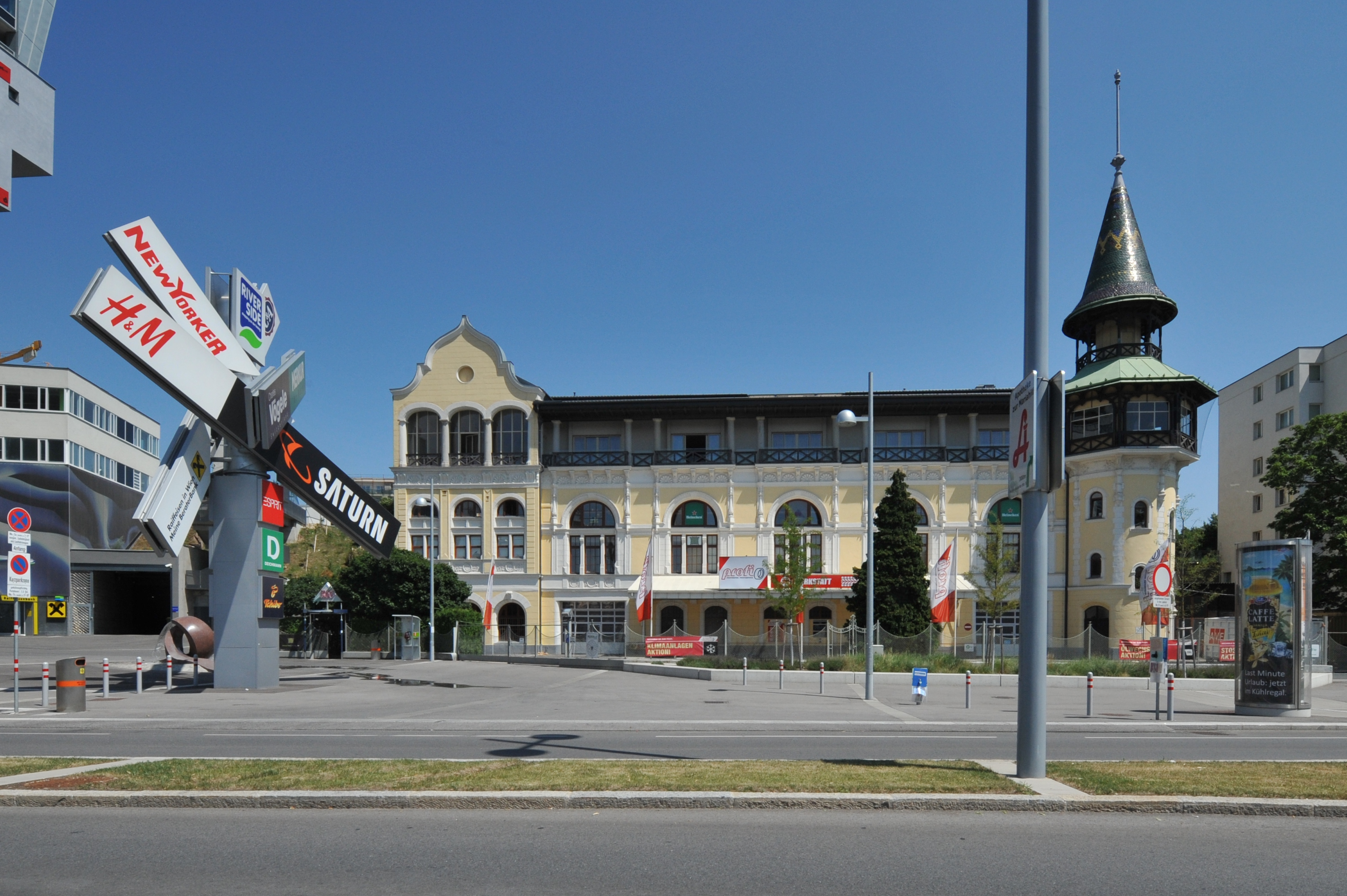
Restauration der Brauerei 2012

1872 wurde die Brauerei in die „Aktiengesellschaft der Liesinger Brauerei“ umgewandelt, welche auch kurz als Aktienbrauerei Liesing bezeichnet wurde.

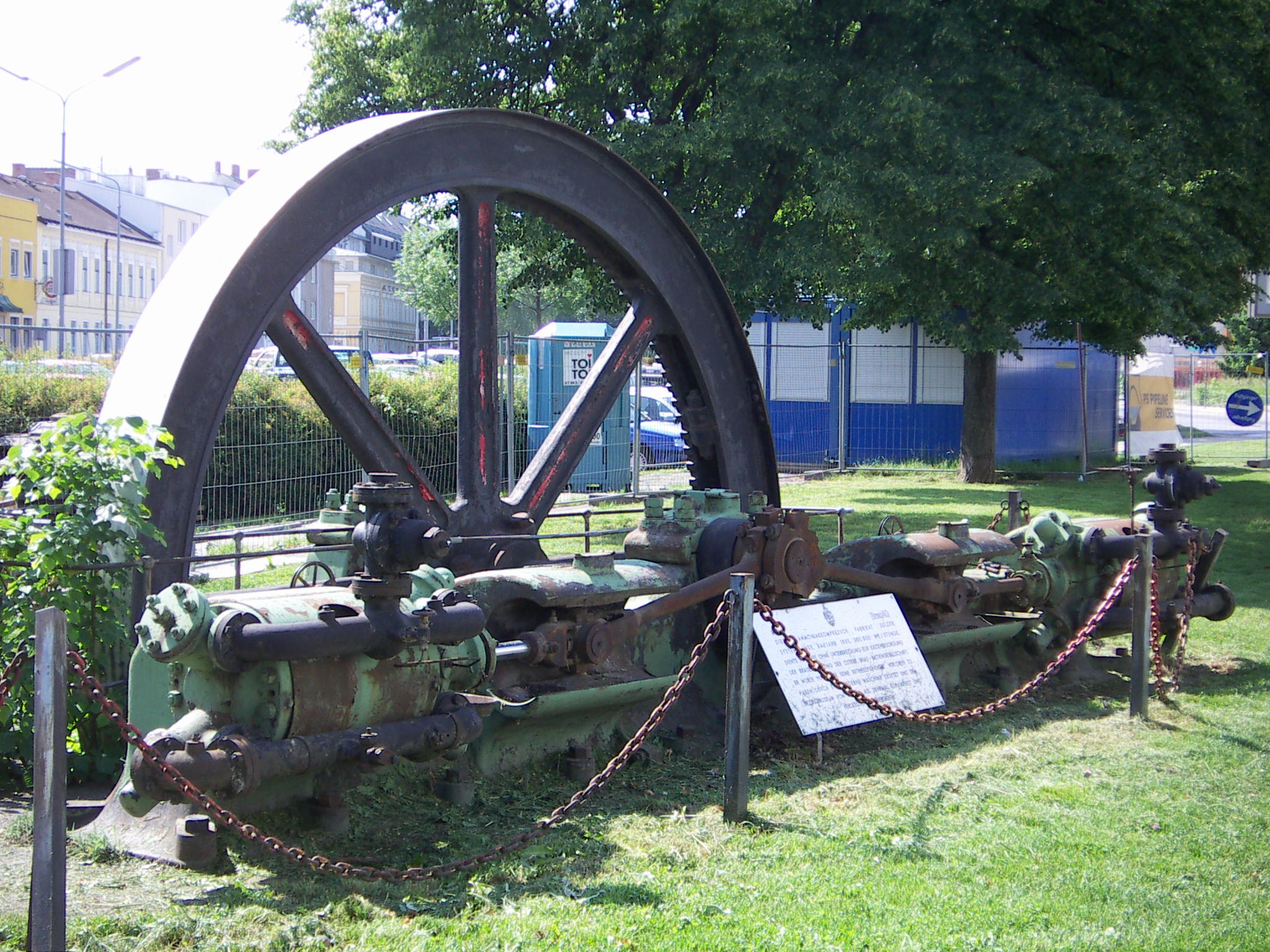
Ammoniakkompressor 1885–1976, in der Breitenfurter Straße bis 2012 aufgestellt

Am Ende des 19. Jahrhunderts kam es zu größeren baulichen Veränderungen in der Brauerei. So erhielt 1882 die Brauerei ein Anschlussgleis zum Bahnhof Liesing an der Südbahn, das mittlerweile wieder abgetragen ist. Die Güterwagen wurde auf dieser Strecke in den Jahren um 1960 (neben dem Einsatz einer kleinen Diesellok der Bauart Köf) durch eine straßentaugliche Zugmaschine (mit Gummibereifung, keine Eisenbahnräder) bewegt. Dieses Fahrzeug hatte an seiner Hinterseite Eisenbahnpuffer und eine Kupplung für Eisenbahnwaggons.

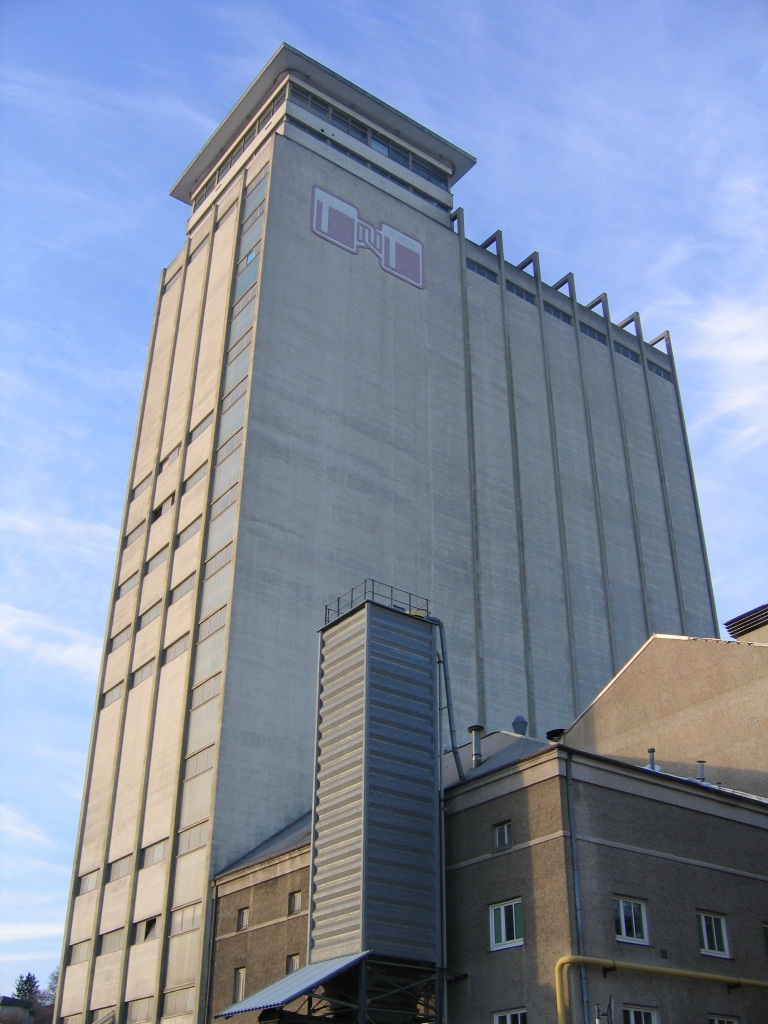
Liesinger Brauerei-Turm im Jahr 2006

1898 wurde nach Plänen des Büros Fellner & Helmer ein Turm auf dem Brauerei-Gelände errichtet, welcher das Wahrzeichen der Brauerei wurde. Die Liesinger Brauhaus-Restauration mit einem großen Tanzsaal war jahrzehntelang ein beliebtes Ausflugslokal der Liesinger. Bis 1914 entstanden für die Brauerei-Arbeiter und deren Familien diverse Wohnhäuser nach Plänen von Leopold Simony.
1928 erfolgte die Fusion mit der Österreichischen Brau-AG. Während des Dritten Reiches arbeiteten in der zur „Ostmärkischen Brau AG“ gehörenden Brauerei auch Häftlinge des Konzentrationslagers Schwechat II „Santa“.
Nach Ende des Zweiten Weltkrieges zählte die Liesinger Brauerei 1945 zu den ersten Betrieben, die wieder voll arbeiten konnten. Die Aktienbrauerei befand sich damals in den Händen der USIA, also der sowjetischen Besatzungsmacht. Diese stellten die Versorgung mit Gerste sicher und beschäftigten 500 Arbeiter.
Ende der 1960er Jahre entstand noch eine Siloanlage für 22.000 Tonnen Gerste. Am 13. Juli 1973 wurde in der Brauerei der letzte Sud vorbereitet. Danach bestanden in Liesing nur noch Abfüllanlagen für Limonade (Keli) und Sodawasser. 1990 wurde der letzte große Schornstein und das Kesselhaus abgetragen. In den 1990er Jahren waren weite Teile des Areals Marktgebiet für Flohmärkte. Nach einem spektakulären Großbrand am 11. Februar 2005 wurden auch diese Aktivitäten beendet und es begannen die Abbrucharbeiten.
Bis zum Abbruch erinnerte ein Brauereimuseum an die Geschichte der Brauerei.

## Neues Stadtviertel

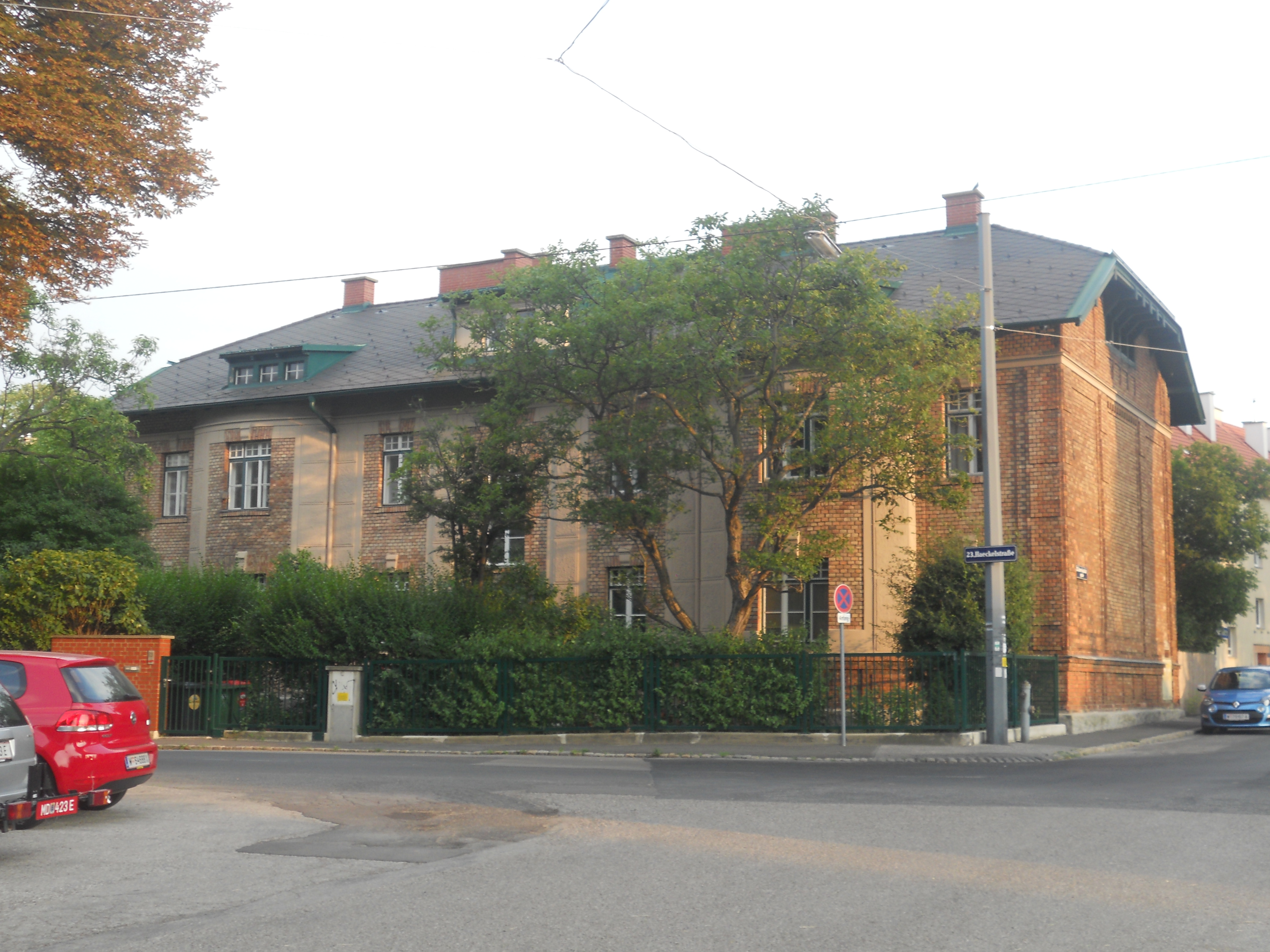
Eines der Arbeiterwohnhäuser von Leopold Simony

Von 2008 bis 2012 wurden auf dem zehn Hektar großen Brauerei-Gelände mehr als 450 Wohnungen, ein Einkaufszentrum, ein Wohnheim und ein Kindertagesheim errichtet. Auch Büros und ein Ärzte- und Sportzentrum wurden vorgesehen. Von den drei Hektar Wald am Gelände blieb ca. 1 Hektar erhalten. Das städtebauliche Konzept für den neuen Liesinger Bezirksteil stammt von Coop Himmelb(l)au, der Bau erfolgt durch drei verschiedene Bauträger, die für ihre Projektteile die Architekturbüros Coop Himmelb(l)au, Delugan Meissl und Johannes Kaufmann Architektur engagierten. Das Einkaufszentrum wurde mit einem mehrtägigen Fest vom 29. September bis 2. Oktober 2010 eröffnet. Das Einkaufszentrum trägt den Namen „Riverside“. Da es mehrere ähnlich benannte Unternehmen in Wien gab, führte die Benennung zum Vorschlag eines Gemeindepolitikers der FPÖ, der Wiener Gemeinderat möge zur Vermeidung von Verwechslungen ordnend eingreifen.
Mit der Eröffnung des neuen Gebietes wurde auch eine neu errichtete Fußgängerbrücke – der damalige Steg Fabergasse – über die Liesing freigegeben. Dieser Steg verbindet das nördliche Ende der Fabergasse mit dem neuen Bezirksteil. Er ersetzt die 1927 gebaute Fußgängerbrücke (Brauereisteg), die ca. 100 Meter östlich zu einem der Haupteingänge der früheren Brauerei geführt hatte. In seiner Sitzung am 7. November 2011 benannte der Gemeinderatsausschuss für Kultur und Wissenschaft die unter dem Namen Steg Fabergasse errichtete Fußgängerquerung der Liesing in Brauereisteg zur Erinnerung an die ehemalige Liesinger Brauerei um. Außerdem erhielt die Bushaltestelle vor der Riverside-Apotheke den nostalgischen Namen Alte Brauerei Liesing. Mittlerweile wurde dieser durch den neuem Namen Fabergasse ersetzt (die frühere Angabe war für Ortsfremde unverständlich, noch dazu, weil der Haupteingang der alten Brauerei nicht dort lag).

## Produkte
In der Brauerei Liesing wurde das Liesinger Bier gebraut, so z. B. das Liesinger Kaiser.